# Emballonuridae
Gli Emballonuridi (Emballonuridae Gervais, 1855) sono una famiglia di pipistrelli, del sottordine dei Microchirotteri. 

## Descrizione

### Dimensioni
La famiglia comprende pipistrelli con la lunghezza dell'avambraccio tra 37 mm e 97 mm e un peso fino a 105 g.

### Caratteristiche ossee e dentarie
Il secondo dito della mano ha il metacarpo ben sviluppato ma nessuna falange. Il dito medio ne ha invece due, la seconda delle quali si piega sulla superficie dorsale del metacarpo quando l'animale è a riposo. La cinta scapolare è normale, la settima vertebra cervicale è libera. i piedi sono normali, la fibula è completa e filiforme. La tibia è appiattita oppure posteriormente attraversata da un solco longitudinale. Le ossa pelviche sono normali, sebbene i margini delle vertebre sacrali siano ridotti. Il cranio presenta un processo post-orbitale ben sviluppato, le ossa pre-mascellari sono rappresentate soltanto dalla parte nasale. I denti non sono particolarmente modificati. 

### Aspetto
Il muso e le labbra sono lisci. Sono privi della foglia nasale. Le orecchie sono spesso unite alla base e sono fornite di un trago. La maggior parte delle specie hanno caratteristiche sacche ghiandolari che si aprono sulla superficie dorsale delle membrane alari. All'interno di esse si forma una sostanza rossastra che produce un forte odore. Normalmente sono situate vicino alle spalle e sono più grandi nei maschi. Probabilmente la funzione della secrezione odorosa è quella di attrarre le femmine. Nei generi  Taphozous e Saccolaimus è inoltre presente una sacca ghiandolare sotto il mento. La coda è inclusa per la prima metà nell'uropatagio, mentre la parte terminale fuoriesce da esso, diviene libera e visibile dorsalmente.

## Distribuzione e habitat
Le specie di questa famiglia vivono nell'Africa subsahariana, nell'America centrale e meridionale, nell'Asia tropicale fino alle Filippine ed alle Isole Figi ed in Australia.

## Tassonomia
La famiglia si suddivide in 13 generi:
- Sono presenti delle sacche ghiandolari sotto il mento. 
  - Sottofamiglia Taphozoinae:
    - Saccolaimus
    - Taphozous
- Le sacche ghiandolari sotto il mento sono assenti.
  - Sottofamiglia Emballonurinae.
    - 4 incisivi superiori. Sono privi delle sacche alari.
      - Emballonura
      - Mosia
      - Paremballonura

    - 2 incisivi superiori.
      - Sono privi delle sacche alari.
        - Centronycteris
        - Coleura
        - Cyttarops
        - Diclidurus
        - Rhynchonycteris

      - Sono presenti delle sacche alari.
        - Balantiopteryx
        - Cormura
        - Peropteryx
        - Saccopteryx

- Generi estinti
  - † Vespertiliavus

## Evoluzione
La famiglia è presente in Europa dal medio Eocene al primo Miocene (in Francia ad esempio è stato rinvenuto Vespertiliavus, considerato tra i membri più antichi e basali di Emballonuridae), nel primo Miocene in Africa, dal Pleistocene in America e in epoca recente nel resto dell'areale.